# Marie Krupičková
Marie Krupičková (19. srpna 1909 Nové Benátky – 9. prosince 1997 Praha) byla česká sportovkyně, pilotka a radiotelegrafistka, průkopnice zastoupení žen v letectví. 21. září 1930 uskutečnila na borském letišti v Plzni jako první Češka samostatný seskok padákem. Jako první žena v Evropě získala mezinárodní diplom v oboru radiotelegrafie. 

## Život

### Mládí
Narodila se v Benátkách nad Jizerou v české rodině. Podle svých vzpomínek letěla poprvé ve svých sedmnácti letech dopravním letadlem z Prahy do Brna. Tato zkušenost ji výrazně ovlivnila.

### Padákový seskok
Po rozhodnutí stát se pilotkou se Krupičková zaměřila na uskutečnění padákového seskoku, který do té doby v Československu žádná žena neabsolvovala. Dva roky čekala na udělení povolení Ministerstva veřejných prací. Spojila se s bývalým kapitánem Československého letectva Janem Popelákem, vedoucím padákové továrny PAK a padákovým konstruktérem, který se rozhodl ji v záměru podpořit a zapůjčit padák své firmy. Krupičková prošla školením zkušeného padákového skokana Aloise Vrecla, naučila se rovněž s padákem zacházet a balit jej.
K uskutečnění jí dopomohlo přijetí za členku Západočeského aeroklubu, který využíval městské letiště na Borských polích za městem. S ním bylo ujednáno provedení seskoku 20. září 1930, z důvodu nepřízně počasí byl však seskok odložen na následující den, neděli 21. září. Krupičková nastoupila do letounu Aero A-14 pilotovaném Vavřincem Šedivcem, ve výšce asi 700 metrů nad zemí seskočila. Seskok byl proveden tzv. americkým způsobem, tedy výstupem na křídlo dvouplošného letounu, poté následovalo otevření menšího padáku, seskok a otevření hlavního padáku. Po několikaminutovém letu bez obtíží přistála nedaleko borského letiště.

### Pilotkou
Marie Krupičková poté pokračovala ve své kariéře v letectví: stala se pilotkou a telegrafistkou, provedla rovněž několik dalších padákových seskoků. Později jí byly seskoky zcela zakázány (byly považovány za nebezpečné). Zařadila se mezi vůbec první ženy v Československu s pilotním průkazem, vedle pilotky a manželky Vavřince Šedivce Anežky Šedivcové - Formánkové. Usadila se v Praze.
Pracovala jako palubní technik u Československých aerolinií, zúčastňovala se zalétávání opravených letadel, vedla mzdovou účtárnu. 
Její další působení v letectví ukončily události spojené se vznikem Protektorátu Čechy a Morava a druhou světovou válkou.
Po druhé světové válce pracovala jako palubní navigátorka v dopravních letadlech. Odmítla vstoupit do KSČ a po roce 1950 už u ČSA pracovat nemohla. Špatný kádrový posudek ji neumožnil najít si místo v letecké branži, a proto až do důchodu pracovala jako účetní a žila o samotě.

### Úmrtí
Marie Krupičková zemřela 9. prosince 1997 v Praze ve věku 88 let.